# セルマ (未確認動物)
セルマ（Selma）は、UMAの一種。ノルウェーに棲息していると言われている巨大生物。

## 特徴
- 棲息地：ノルウェーのセヨール湖[2]。
- 推定体長：長さ6m。幅30cm[2]。
- 外見：鹿か馬に似た頭部を持つ巨大蛇[2]、または頭もヘビのよう[3]。
- 性格：凶暴で肉食系[2]、またはおとなしく人間を攻撃することはない[4]。
- 釣り人が湖中に引きずり込まれたという[2]目撃記録が1750年ごろから残されている[5]。

## 解説
2000年、「グローバル・アンダーウォーター・サーチ・チーム」が結成され、セヨール湖でセルマ捕獲作戦が行われた。2週間にわたる作戦は失敗。だが、同年8月に写真撮影に成功している（写真には体長6mの生物が写っていた）。セヨール湖には6mの生物は存在しておらず、セルマもしくは何らかの生物と見られている。
2004年、幼生のセルマと思われる生物の映像撮影に成功、一般公開された。正体は古生代カンブリア紀の無顎類、または顎を持たない原始的な脊索動物ヤモイティウスという仮説をこの調査団は立てている。声はライオンに似ており、声紋分析の結果、大型哺乳類のものとされた。